# Автопортрет (Шевченко, серпень 1845)
Автопортрет Тараса Шевченка, виконаний ним в селі Потоки в кінці серпня 1845 року. На звороті рисунка, внизу, чорнилом напис: Портретъ Т. Шевченко сделанный имъ самимъ въ зеркало въ до 1845 года въ с. Потокахъ Кіев. губ. и подаренный своей куме Н. В. Тарновской.
Потоки — село Канівського повіту, Київської губернії (нині — Потік, Миронівського району, Київської області), де Шевченко бував у В. В. Тарновського. Тут 28 серпня він з Н. В. Тарновською хрестив дитину у місцевого диякона .
М. М. Калаушин невірно датує автопортрет 1843 роком.
Зберігається в Національному музеї Тараса Шевченка. Попередні місця збереження: власність Н. В. Тарновської, Музей української старовини В. В. Тарновського (Чернігів), Чернігівський обласний історичний музей, Центральний музей Т. Г. Шевченка (Київ).
1929 року автопортрет експоновано на виставці творів Т. Г. Шевченка в Чернігові; 1939 року — на Республіканській ювілейній шевченківській виставці в Києві.